# Georges Chénard-Huché
Georges Chénard-Huché, né le 14 juin 1864 à Nantes et mort le 5 septembre 1937 à Sanary-sur-Mer, est un peintre et compositeur français.

## Biographie
Élève de Fernand Cormon, Sociétaire du Salon des indépendants, du Salon d'automne et du Salon des Tuileries, il expose au Salon des artistes français de 1887 à 1898, à la Rétrospective Indépendants de 1926 à 1929 ainsi que dans des galeries parisiennes dont la Galerie Marcel Bernheim en 1908 et 1927.
Fondateur en 1889 de la Société des peintres et graveurs de Paris, il y expose de 1909 à 1912, ainsi qu'au Palais de bois du Salon des Tuileries (1928-1929), à l'Art français indépendant et dans des expositions internationales à Buenos-Ayres (1912), Munich (1913), Zurich (1916) et Stockholm (1918).
Chevalier de la Légion d'honneur, plusieurs de ses œuvres ont été acquises par l’État en 1905, 1908, 1910 et 1917, ainsi que par la Ville de Paris et le musée Carnavalet.
Ses tableaux sont conservés au Musée du Luxembourg ainsi que dans les musées d'art de Toulon, Dreux, Morlaix et à la préfecture de Valence.
L'on doit aussi à Chénard-Huché des mélodies pour chansons et poésies.

## Œuvres (tableaux)[4]
- Le maquis de Montmartre sous la neige
- La Pointe du Raz
- Le Port de Concarneau
- Mer de Mistral
- Port de Chioggia